# Powiat Aimi
Powiat Aimi (jap. 会見郡 Aimi-gun) – dawny powiat w Japonii, w prefekturze Tottori.

## Historia

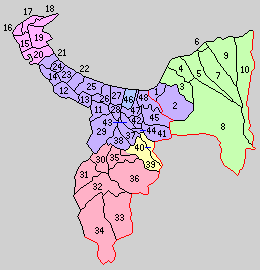
Powiat Aimi (11–48 – 1889 r.)

W pierwszym roku okresu Meiji na terenie powiatu znajdowały się 2 miejscowości oraz 182 wioski.
Powiat został założony 12 stycznia 1879 roku. Wraz z utworzeniem nowego systemu administracyjnego 1 października 1889 roku powiat Aimi został podzielony na 2 miejscowości: Yonago i Sakai oraz 36 wiosek: Hikona, Sumiyoshi, Sakitsu, Watari, Tonoe, Agarimichi, Shimonohama, Nakahama, Ōshinozu, Yomi, Tomimasu, Wada, Kamo, Fukuyone, Fukuike, Kuzumo, Narumi, Amatsu, Ōkuni, Hosshōji, Higashinagata, Kaminagata, Tema, Kano, Gosengoku, Shōtoku, Hatasato, Ōhata, Agata, Kohōchi, Yawata, Ōji, Ōtaka, Hiezu, Iwao i Sada.
W grudniu 1889 roku wioska Shimonohama zmieniła nazwę na Amariko, a wioska Sada zmieniła nazwę na Yamato.
1 kwietnia 1896 roku powiat Aimi został włączony w teren nowo powstałego powiatu Saihaku. W wyniku tego połączenia powiat został rozwiązany.